# Sowiecka Formuła 3 Sezon 1982
Sezon 1982 Sowieckiej Formuły 3 – dwudziesty trzeci sezon Sowieckiej Formuły 3, składający się z trzech eliminacji (Rustawi, Czajka oraz Bikernieki). Mistrzem został Toomas Napa, ścigający się Estonią 20.

## Kalendarz wyścigów
| Runda | Data        | Tor     | Pole position | Najszybsze okrążenie | Zwycięzca (kierowcy) | Zwycięzca (zespoły) |
| ----- | ----------- | ------- | ------------- | -------------------- | -------------------- | ------------------- |
| 1     | 24 kwietnia | Rustawi | ?             | ?                    | Toomas Napa          | Jõud Tallinn        |
| 2     | 13 czerwca  | Kijów   | ?             | ?                    | Toomas Napa          | Jõud Tallinn        |
| 3     | 20 czerwca  | Ryga    | ?             | ?                    | Aleksandr Potiechin  | DOSAAF Moskwa       |

## Klasyfikacja kierowców
| Legenda oznaczeń w tabelach wyników Wyświetl szablon na nowej stronie | Legenda oznaczeń w tabelach wyników Wyświetl szablon na nowej stronie                                                                     |
| Oznaczenie                                                            | Wyjaśnienie |
| --------------------------------------------------------------------- | --- |
| Złoty                                                                 | Zwycięzca lub mistrzostwo |
| Srebrny                                                               | 2. miejsce lub wicemistrzostwo |
| Brązowy                                                               | 3. miejsce lub II wicemistrzostwo |
| Zielony                                                               | Ukończył, punktował (w klasyfikacji generalnej, gdy zdobył co najmniej jeden punkt na przestrzeni sezonu, poza trzema powyższymi opcjami) |
| Niebieski                                                             | Ukończył, nie punktował (w klasyfikacji generalnej, gdy nie zdobył co najmniej jednego punktu na przestrzeni sezonu)                      |
| Czerwony                                                              | Nie zakwalifikował się (NZ) |
| Czerwony                                                              | Nie prekwalifikował się (NPK) |
| Różowy                                                                | Nie ukończył (NU) |
| Różowy                                                                | Niesklasyfikowany (NS) (w klasyfikacji generalnej, gdy nie został sklasyfikowany w żadnym wyścigu sezonu)                                 |
| Czarny                                                                | Zdyskwalifikowany (DK) |
| Czarny                                                                | Wykluczony (WYK/EX) |
| Biały                                                                 | Nie wystartował (NW) |
| Biały                                                                 | Kontuzjowany (K/INJ) |
| Biały                                                                 | Wyścig odwołany (OD/C) |
| Bez koloru                                                            | Został wycofany (WYC/WD) |
| Bez koloru                                                            | Nie przybył (NP/DNA) |
| Bez koloru                                                            | Nie brał udziału w treningach (NT/DNP) |
| Bez koloru                                                            | Nie został zgłoszony (–) |
| Pogrubienie                                                           | Start z pole position |
| Kursywa                                                               | Najszybsze okrążenie wyścigu |
| †                                                                     | Nie ukończył, ale jego rezultat został zaliczony ze względu na przejechanie więcej niż 90% dystansu wyścigu.                              |
| *                                                                     | Sezon w trakcie |
| 1/2/3                                                                 | Punktowana pozycja w sprincie kwalifikacyjnym                                                                                             |
| Lista systemów punktacji Formuły 1                                    | |

| Poz. | Kierowca                 | Zespół                  | RST | CZJ | RGA | Punkty |
| ---- | ------------------------ | ----------------------- | --- | --- | --- | ------ |
| 1    | Toomas Napa              | Jõud Tallinn            | 1   | 1   | NU  | 200    |
| 2    | Aleksandr Potiechin      | DOSAAF Moskwa           | 2   | 3   | 1   | 189    |
| 3    | Wiktor Klimanow          | Spartak Moskwa          | 5   | 4   | 3   | 155    |
| 4    | Anatolij Dmitrijew       | DOSAAF Moskwa           | 3   | NU  | 4   | 154    |
| 5    | Władimir Kriwodub        | Trud Moskwa             | 8   | 2   | 7   | 145    |
| 6    | Eduard Markowski         | DOSAAF Leningrad        | 4   | 15  | 6   | 136    |
| 7    | Peep Kosk                | DOSAAF Tallinn          | NU  | 7   | 5   | 125    |
| 8    | Avo Soots                | Kalev Tallinn           | 7   | 6   | NU  | 121    |
| 9    | Michaił Lwow             | Spartak Leningrad       | NW  | 17  | 2   | 110    |
| 10   | Sergejs Pugačs           | DOSAAF Ryga             | 11  | NU  | 8   | 92     |
| 11   | Wiktor Piatych           | DOSAAF Togliatti        | 13  | 8   | NU  | 88     |
| 12   | Hugo Jurševskis          | DOSAAF Kandava          | 12  | 11  | 9   | 87     |
| 13   | Walerij Marczewski       | DOSAAF Czernihów        | -   | 10  | 11  | 83     |
| 14   | Valdemaras Taraškevičius | DOSAAF Kowno            | 14  | 9   | NW  | 79     |
| 15   | Peteris Mežaks           | Daugava Ryga            | 17  | 12  | 10  | 79     |
| 16   | Anatolij Wołosacz        | DOSAAF Togliatti        | NU  | 5   | NU  | 78     |
| 17   | Oleg Błagodow            | DOSAAF Mińsk            | 10  | NU  | NU  | 65     |
| 18   | Wiktor Rein              | DOSAAF Widnoje          | -   | 13  | 13  | 64     |
| 19   | Guram Dgebuadze          | DOSAAF Tbilisi          | 6   | NW  | -   | 63     |
| 20   | Andriej Kondiejkin       | DOSAAF Aszchabad        | 15  | 16  | 12  | 61     |
| 21   | Rimantas Dominikaitis    | DOSAAF Kowno            | 9   | NU  | -   | 50     |
| 22   | Ildar Rachmanow          | DOSAAF Ufa              | -   | NU  | NU  | 38     |
| 23   | Władimir Kuzmiczew       | DOSAAF Kazań            | NU  | 14  | NW  | 34     |
| 24   | Wadim Karakosow          | DOSAAF Taszkient        | 16  | NW  | NW  | 24     |
| 25   | Władimir Gawrilenko      | DOSAAF Krzemieńczuk     | -   | NU  | NU  | 19     |
| 26   | Władimir Kapszejew       | Trudowe Rezerwy Charków | 18  | NW  | NW  | 18     |
| 27   | Władimir Agibałow        | DOSAAF Kursk            | NU  | -   | NW  | 12     |
| 28   | Aleksandr Jeremejew      | Spartak Leningrad       | NU  | NU  | NW  | 10     |
| 29   | Giennadij Ładesow        | DOSAAF Mińsk            | NU  | -   | NW  | 6      |